# Henri Sillanpää
Henri Sillanpää est un footballeur finlandais, né le 4 juin 1979 à Tornio en Finlande. Il évolue comme gardien de but.

## Biographie
Henri Sillanpää est le détenteur du plus grand nombre de Coupes de la Ligue finlandaise remportées avec un total de quatre trophées. Deux avec le Vaasan Palloseura et deux avec l'AC Allianssi.
De plus, ayant remporté ces coupes en 1999, 2000, 2004 et 2005, alors que l'épreuve a été suspendue entre 2001 et 2003, il les a donc gagnées successivement.

## Sélection
- Finlande : 5 sélections

Henri obtient ses cinq sélections entre 2004 et 2008, toutes en tant que titulaire.

## Palmarès
VPS Vaasa
- Vainqueur de la Coupe de la Ligue de Finlande (2) : 1999, 2000

 TP-47
- Champion de Division 2 finlandaise (1) : 2003

 AC Allianssi
- Vainqueur de la Coupe de la Ligue de Finlande (2) : 2004, 2005